# 晉昌郡 (湖北)
晉昌郡，中国南北朝时设置的郡。
东晋置晉昌郡，安置巴汉流民，在今陕西省石泉县西，领长乐、宁都、安晋、延寿、安乐、宣汉、新兴、吉阳、东关、永安等10县。刘宋将晉昌郡迁治在吉阳县（今湖北省竹溪县西南）。下辖吉阳、东关二县，为侨郡。后改名新兴郡。南齐在石泉县再设晉昌郡。